# Cosmianthemum
- Commons
- Wikispecies

Cosmianthemum Bremek., segundo o Sistema APG II, é um gênero botânico da família Acanthaceae, natural de Bornéu.

## Espécies
| - Cosmianthemum angustifolium - Cosmianthemum anomalum - Cosmianthemum brookeae - Cosmianthemum bullatum - Cosmianthemum dido - Cosmianthemum guangxiense - Cosmianthemum knoxiifolium - Cosmianthemum latifolium | - Cosmianthemum longibracteatum - Cosmianthemum longiflorum - Cosmianthemum magnifolium - Cosmianthemum obtusifolium - Cosmianthemum punctulatum - Cosmianthemum subglabrum - Cosmianthemum viriduliflorum |

- «Lista das espécies»

## Nome e referências
Cosmianthemum Bremek., 1960

## Classificação do gênero
| Sistema | Classificação                       | Referência            |
| ------- | ----------------------------------- | --------------------- |
| APG II  | Ordem Lamiales, família Acanthaceae | APweb, versão 9, 2008 |